# ハーバート島

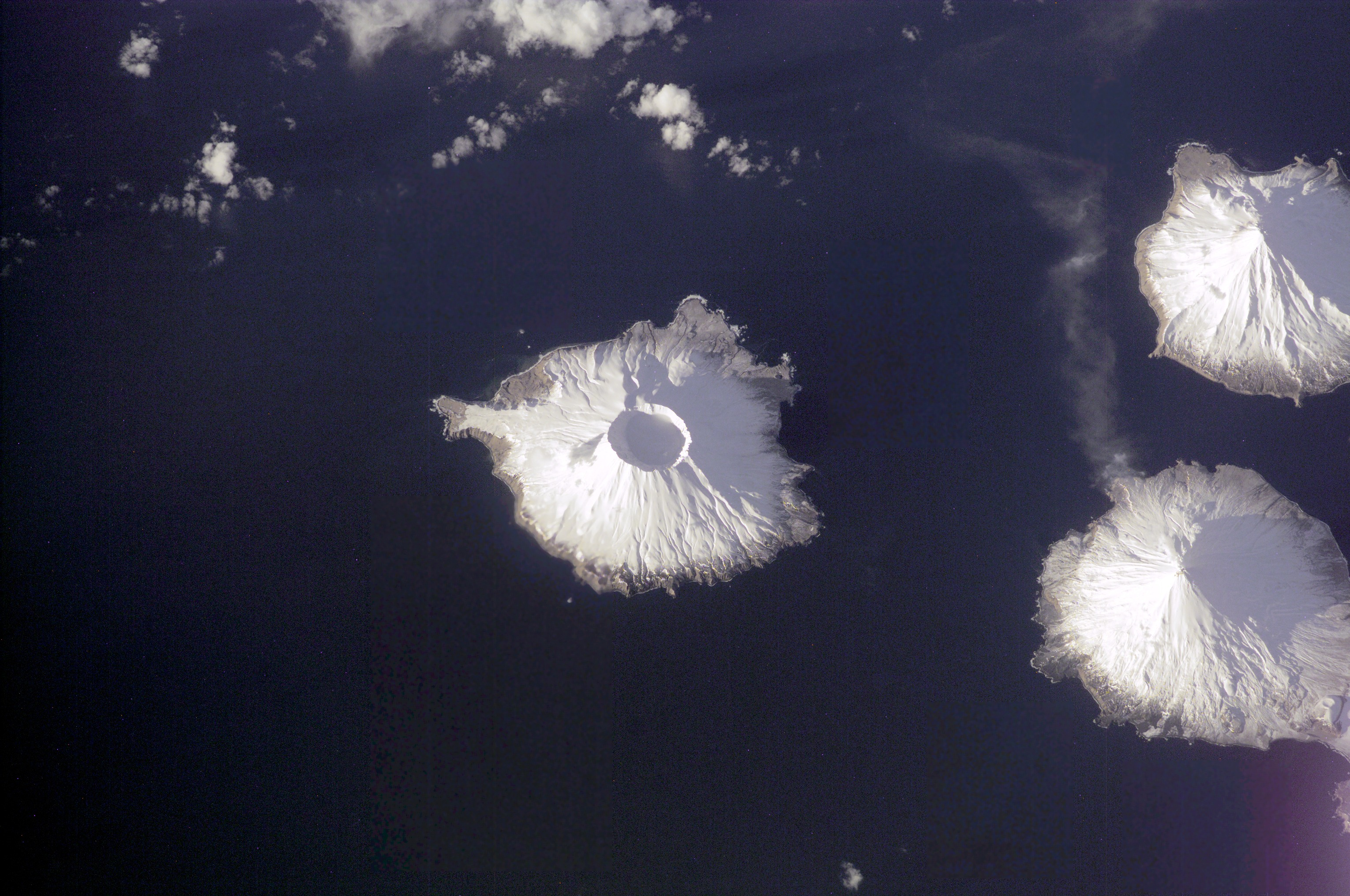
宇宙から見たハーバート島

ハーバート島（Herbert Island (アレウト語: Chiĝulax̂）)はアラスカ州アリューシャン列島フォー・マウンテンズ諸島にある島。
幅5.0 kmのChuginadak Passを隔て、Chuginadak Islandと接する。南東16km先にはユナスカ島がある。直径26km、長さ8.95km、幅9.14kmで円形に近い形状をしている。標高1,300 mのハーバート火山に覆われ、その2km幅のカルデラはアリューシャン列島で最も大きいものの一つである。噴火の記録はない。